# اجات
اجات (به فرانسوی: Ajat) یک کمون در فرانسه است که در Canton of Thenon واقع شده‌است.

## خصوصیات
اجات ۲۱٫۹۵ کیلومترمربع مساحت و ۳۲۸ نفر جمعیت دارد.